# Swiss Lady
Chansons représentant la Suisse au Concours Eurovision de la chanson
Djambo, Djambo
(1976) Vivre
(1978)
Swiss Lady (« Dame suisse ») est une chanson interprétée par le groupe suisse Pepe Lienhard Band et dirigée par Peter Jacques pour représenter la Suisse au Concours Eurovision de la chanson 1977 qui se déroulait à Londres, au Royaume-Uni. C'est à ce jour la seule chanson de la sélection suisse à avoir atteint la première place du hit-parade suisse.
Elle est intégralement interprétée en allemand, une des langues officielles, comme l'impose la règle entre 1976 et 1999. Seuls les deux mots du titre, présents dans les paroles, sont en anglais.
Il s'agit de la douzième chanson interprétée lors de la soirée, après Ilanit qui représentait Israël avec Ahava Hi Shir Lishnayim (en) et avant Forbes qui représentait la Suède avec Beatles (en). À l'issue du vote, elle a obtenu 71 points, se classant 6e sur 18 chansons,.
La chanson parle d'un homme des montagnes qui joue du cor des Alpes et considère cet instrument comme sa « dame suisse ».

## Classements
| Classement (1977)            | Meilleure position |
| ---------------------------- | ------------------ |
| Allemagne (Media Control AG) | 18                 |
| Autriche (Ö3 Austria Top 40) | 13                 |
| Norvège (VG-lista)           | 2                  |
| Suède (Sverigetopplistan)    | 6                  |
| Suisse (Schweizer Hitparade) | 1                  |